# Јодер (Вајоминг)
Јодер (енгл. Yoder) град је у америчкој савезној држави Вајоминг.

## Демографија
По попису из 2010. године број становника је 151, што је 18 (-10,7%) становника мање него 2000. године.
| Група             | 2000.       | 2010.       |
| Белци             | 158 (93,5%) | 145 (96,0%) |
| Афроамериканци    | 0 (0,0%)    | 0 (0,0%)    |
| Азијати           | 0 (0,0%)    | 0 (0,0%)    |
| Хиспаноамериканци | 6 (3,6%)    | 6 (4,0%)    |
| Укупно            | 169         | 151         |